# Jack Garratt
Jack Garratt est un chanteur britannique né le 11 octobre 1991 dans le Buckinghamshire.
Il a remporté le Sound of 2016 de la BBC.

## Vie de l'enfant
Jack Robert Garratt est né le 11 octobre 1991 à High Wycombe, dans le Buckinghamshire. Sa mère était professeur de musique dans une école primaire et son père était officier de police. Il a grandi dans le village de Little Chalfont,. 
À propos de son enfance, il a déclaré : « J'aimais vraiment faire des bruits et j'aimais vraiment la réaction que ces bruits provoquaient : « J'aimais vraiment faire des bruits et j'aimais vraiment la réaction que je suscitais en faisant ces bruits. Ils [les parents] m'ont donc inscrit à des cours de musique pour m'encourager à affiner ce talent plutôt qu'à le montrer ». 

## Discographie

### Albums studio
- 2014 - Remnants (EP) (Island Records)
- 2016 - Phase (Island Records)
- 2020 - Love, Death & Dancing (Island Records)
- 2025 - Pillars (Cooking Vinyl)